# Cea (Orense)
Cea (llamada oficialmente San Cristovo de Cea) es una parroquia y una villa del municipio español de San Cristóbal de Cea, en la provincia de Orense, Galicia.

## Toponimia
La parroquia también es conocida por el nombre de San Cristóbal de Cea.

## Historia
Hacia mediados del siglo XIX, la parroquia, ya por entonces perteneciente al municipio del mismo nombre, tenía contabilizada una población de 1200 habitantes. Aparece descrita en el sexto volumen del Diccionario geográfico-estadístico-histórico de España y sus posesiones de Ultramar de Pascual Madoz con las siguientes palabras:

CEA (San Cristobal de): felig., cap. del ayunt. de su nombre en la prov. y dióc. de Orense (3 leg.), part. jud. de Señorin en Carballino (1): sit. parte en llano y parte en declive, al O. de la sierra de Maritñana, con libre ventilacion y clima bastante sano, pues no se padecen otras enfermedades comunes que algunas fiebres y pulmonias. Comprende, ademas de la v. de su título, los l. de Cobas, Fondodecea, Iglesia, Grela y Lamas, que reunen 300 casas, algunas de piedra de canteria, las mas cubiertas de paja y de mala distribucion interior; y una escuela de primeras letras, frecuentada por 120 niños, cuyo maestro tiene 2,200 rs. anuales. La igl. parr., dedicada á San Cristobal, es muy ant. y está servida por un cura de entrada y de provision ordinaria en concurso; inmediato á la igl. se encuentra el cementerio en parage ventilado y que no daña á la salud pública. Hay tambien 3 ermitas, dos de las cuales, tituladas San Lorenzo y el Smo. Cristo, existen en la v.; y la tercera con el nombre de Ntra. Sra. de Cobas, en la altura de este nombre, donde se hallaba el ant. cast. de la Cobaria ó Coba-Ursaria, cuyos vestigios aun se perciben: dicha ermita ó santuario se cree fundacion del apóstol Santiago, y es muy célebre por la estraordinaria concurrencia de los hab. del pais, que en varios dias del año dan culto á la hermosa imágen que alli se venera. Confina el term. N. felig. de Osera; E. la de Pereda; S. la de Castrelo, y O. la de Longos. El terreno participa de monte y llano, y en su mayor parte es fértil: tiene poco arbolado que solo consiste en castaños y robles, surtiéndose los hab. para el consumo de leñas de las montañas de Osera. Hay algunos prados de buena calidad, que se riegan con un riach., el cual corre de E. á O., y nace en esta felig. confluyendo despues en el rio que baja de Osera á Carballino, y de alli al r. Avia. Cruzan por esta parr. el camino real que desde Orense conduce á Santiago y la Coruña, y el que va desde Ribadavia á Lugo. hallándose ambos en regular estado. El correo se recibe en la estafetilla ó carteria de la v., procedente de la adm. de Orense. prod.: poco trigo, centeno, maiz, patatas y otras legumbres: sostiene ganado vacuno, de cerda y lanar; hay caza, y pesca de truchas y anguilas. ind. y comercio: ademas de la agricultura se cuentan distintos molinos harineros, que solamente trabajan durante el invierno, dedicándose tambien los vec. á la arrieria: se celebra una feria en 22 de cada mes, cuyas especulaciones consisten en ganado vacuno y de cerda, tejidos de lienzo, hilo, manteca, jamones, y otros frutos del pais. pobl.: 300 vec., 1,200 alm. contr.: con las demas felig. que componen el ayunt. (V.) Pertenecia al señorio ecl. del monast. de Osera, cuyo abad se titulaba conde de Cea.
(Madoz, 1847, p. 276)

## Organización territorial
La parroquia está formada por cuatro entidades de población:
- Cea
- Fondo de Cea
- La Iglesia (A Eirexe)(Eirexa)
- La Lama  (A Lama)

## Demografía

### Parroquia
| Gráfica de evolución demográfica de Cea (parroquia) entre 2000 y 2023 |
|                                                                       |
| Datos según el nomenclátor publicado por el INE.                      |

### Villa
| Gráfica de evolución demográfica de Cea (villa) entre 2000 y 2023 |
|                                                                   |
| Datos según el nomenclátor publicado por el INE.                  |